# بوئینگ ایکس-۳۷
بوئینگ ایکس-۳۷ یک فضاپیمای رباتیک با قابلیت بازیابی و استفادهٔ مجدد، ساخت شرکت بوئینگ آمریکا است که نخستین پرتاب آن در ۷ آوریل ۲۰۰۶ انجام شد و در ۲۲ آوریل تا ۳ دسامبر ۲۰۱۰ اولین پروازهای فضایی خود را انجام داد. ایکس-۳۷ برای به‌کارگیری در ناسا، دارپا و نیروی هوایی ایالات متحده آمریکا ساخته شد. بوئینگ ایکس-۴۰ برای آزمایش مانورهایی که فضاپیماهای بوئینگ ایکس-۳۷ نهایتاً برای انجام آن‌ها طراحی شده‌اند، ساخته شده‌بود. این فضاپیما فاقد سرنشین است و با استفاده از یک پرتابگر به فضا رفته و پس از بازگشت و ورود به جو زمین، مانند یک هواپیمای فضایی، در باند فرودگاه تعیین‌شده فرود می‌آید. ایکس-۳۷ توسط نیروی فضایی ایالات متحده آمریکا مورد استفاده است و پیش از این توسط فرماندهی فضایی نیروی هوایی آمریکا مورد استفاده بود.

## پیشرفت

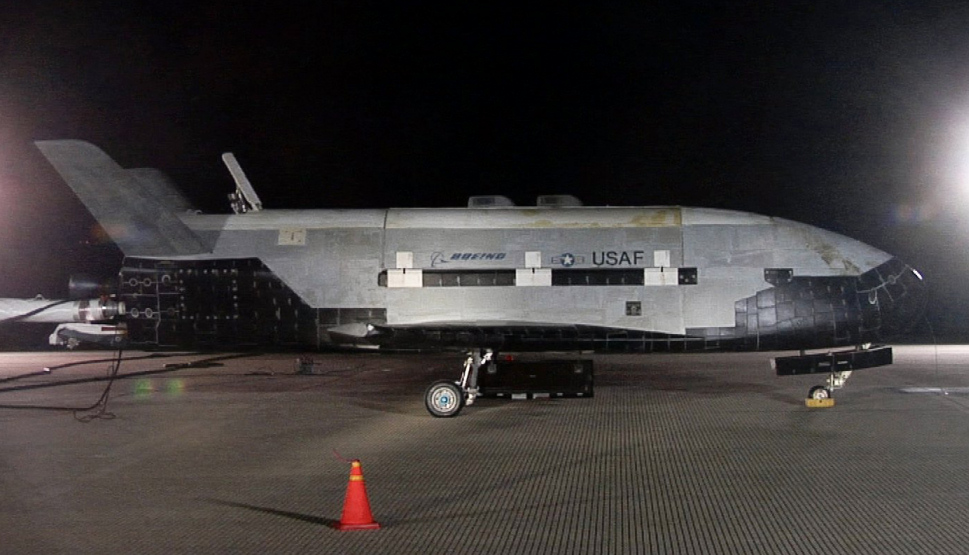
بازگشت به زمین پس از اولین پرتاب آزمایشی

پروژه ایکس-۳۷ ابتدا در سال ۱۹۹۹ توسط ناسا شروع شد و سپس در سال ۲۰۰۴ به وزارت دفاع ایالات متحده آمریکا منتقل شد. تست پرتاب ایکس-۳۷ در ۷ آوریل ۲۰۰۶ در پایگاه نیروی هوایی ادواردز انجام گرفت. این پرنده بی‌خلبان، در مارس ۲۰۱۰، توسط نیروی هوایی آمریکا به خارج از جو زمین فرستاده شد.

## مأموریت‌ها
ایکس-۳۷بی در ماه مه ۲۰۱۵ از محل پایگاه نیروی هوایی آمریکا در کیپ کاناورال از طریق یک موشک اتلس ۵ به فضا پرتاب شد. این فضاپیما بیش از ۷۲۰ روز در مدار زمین بود و براساس اعلام نیروی هوایی آمریکا در پی تکمیل مأموریت محرمانه‌ای در ساعت ۷:۴۷ دقیقه صبح یکشنبه در باند فرودی که سابقاً برای فرودهای شاتل‌های فضایی از دور خارج شده استفاده می‌شد، در مرکز فضایی کندی در فلوریدا فرود آمد. عملیات فرود آن در فلوریدا باعث شکستن دیوار صوتی شده که در سراسر این ایالت شنیده شد. این چهارمین و طولانی‌ترین مأموریتی بوده که از سوی فضاپیمای X-37B انجام شده‌است. در رکوردی جدید، این هواپیما پس از ۷۸۰ روز حضور در فضا که برابر با دو سال و پنجاه روز است، رکورد خود را شکست و در اکتبر ۲۰۱۹ به زمین بازگشت. این فضاپیما مجدداً رکورد خود را در نوامبر ۲۰۲۲ شکست و پس از ۹۰۸ روز پرواز در مدار زمین در مرکز فضایی کندی به زمین نشست. با توجه به مجموع ماموریت‌های اعلام شده از سوی ناسا و نیروی هوایی ایالات متحده، فضاپیمای ایکس-۳۷ بی تاکنون بیش از ۲۴۰۰ روز در مدار زمین عملیات انجام داده‌است.

## ویژگی‌ها

### ایکس-۳۷بی
داده‌ها از داده‌ها برگرفته از نیروی هوایی آمریکا، بوئینگ، مجله هوا و فضا, و فیز دات ارگ
ویژگی‌های عمومی
- خدمه: ندارد
- طول: ۲۹ فوت ۳ اینچ (۸٫۹۲ متر)
- پهنای بال: ۱۴ فوت ۱۱ اینچ (۴٫۵۵ متر)
- ارتفاع: ۹ فوت ۶ اینچ (۲٫۹۰ متر)
- بیشترین وزن برخاست: ۱۱٬۰۰۰ پوند (۴٬۹۹۰ کیلوگرم)
- نیروی الکتریکی: سلول‌های خورشیدی از جنس گالیم آرسنید و باتری‌های یون لیتیومی[۳]
- فضای بارگیری: ۷ × ۴ فوت (۲٫۱ × ۱٫۲ متر)[۱۲]

عملکرد
- سرعت مداری: ۱۷٬۴۲۶ مایل بر ساعت (۲۸٬۰۴۴ کیلومتر بر ساعت)[۱۵]
- مدار: مدار نزدیک زمین
- مدت زمان مداری: ۲۷۰ روز (طراحی‌شده)[۱۶][N ۱] ۷۸۰ روز (نشان داده‌شده)[۱۷]

## یادداشت ها
1. ↑  This figure is based on pre-launch design estimates; it does not reflect the spacecraft's actual performance capacity.